# Aglauropsis aeora
Aglauropsis aeora är en nässeldjursart som beskrevs av Mills, Rees och Hand 1976. Aglauropsis aeora ingår i släktet Aglauropsis och familjen Olindiasidae. Inga underarter finns listade i Catalogue of Life.